# سفر المكابيين الخامس
سفر المكابيين الخامس، بالانكليزية ( 5 Maccabees) الكتاب الخامس للمكابيين هو عمل يهودي قديم يروي التاريخ في القرنين الثاني والأول قبل الميلاد.

## لغة سفر
اللغة الأصلية — هذا الكتاب عبارة عن مجموعة مكتوبة بالعبرية، على يد يهودي عاش بعد تدمير القدس، من مذكرات أو سجلات عبرية قديمة، تمت كتابتها بعد وقت قصير من وقوع الأحداث.